# Magyar Orvosi Könyvtárak Szövetsége
A Magyar Orvosi Könyvtárak Szövetsége (MOKSZ) az orvosi könyvtárosok 1996-ban újra alakult szervezete. Első elnöke Freisinger Jenő orvosi könyvtáros (Fővárosi Szent László Kórház), akit a tisztségben 2000-től a Nemzetközi Pető Intézet könyvtárvezetője, Balogh Margit követ.  Vasas Lívia (Ph.D.) a Semmelweis Egyetem Központi Könyvtárának főigazgatója 2003-tól látja el a tisztséget.

## Rendezvényei
2004-től évente szervez kiállítással egybekötött konferenciát Informatio Medicata címmel. A konferenciákon akkreditált tudományos szakmai továbbképzés is folyik.

## Külső hivatkozások
- Magyar Orvosi Könyvtárak Szövetsége
- „Gyógyító Információ” Konferenciák